# محمودآباد

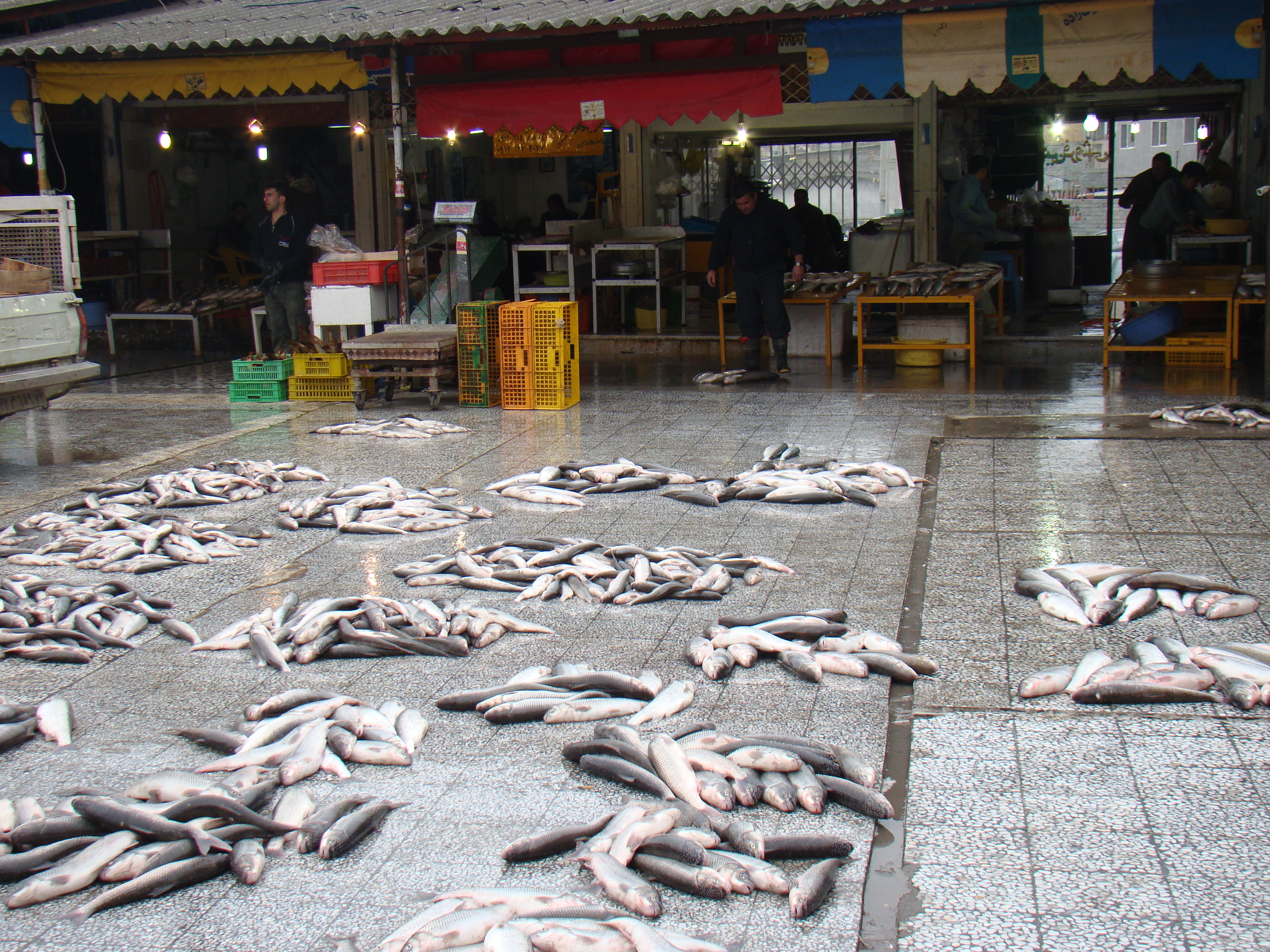
بازار ماهی‌فروشان محمودآباد

محمودآباد نام شهری ساحلی در مجاورت دریای مازندران است. این شهر مرکز شهرستان محمودآباد است. مردم محمودآباد از قومیت طبری هستند و به مازندرانی صحبت می‌کنند. اقتصاد این شهر برپایه گردشگری، ماهیگیری و کشاورزی استوار است. محمودآباد نزدیک‌ترین شهر ساحلی به پایتخت ایران است.

## موقعیت
محمودآباد بر سر جاده ساحلی و در مجاورت دریای مازندران قرار دارد. همچنین جاده محمودآباد-آمل ارتباط آن را با جاده هراز برقرار می‌کند. مهم‌ترین شهرهای اطراف آن، نور در غرب، آمل در جنوب و فریدون‌کنار و بابلسر در شرق می‌باشد.

## جمعیت
بر اساس سرشماری عمومی نفوس و مسکن ایران، جمعیت شهر محمودآباد در سال ۱۳۷۵ خورشیدی، ۱۹٬۸۸۳ نفر بوده که در سال ۱۳۸۵ به ۲۷٬۵۶۱ نفر رسیده‌است و در سال ۱۳۹۰ جمعیت این شهر به ۳۱٬۷۷۱ رسید و در سال ۱۳۹۵ جمعیت این شهر ۳۷٬۸۴۴ نفر شده‌است. مردم محمودآباد به گویش آملی که گویشی از زبان مازندرانی است صحبت می‌کنند.

## تاریخچه

### دوران باستان

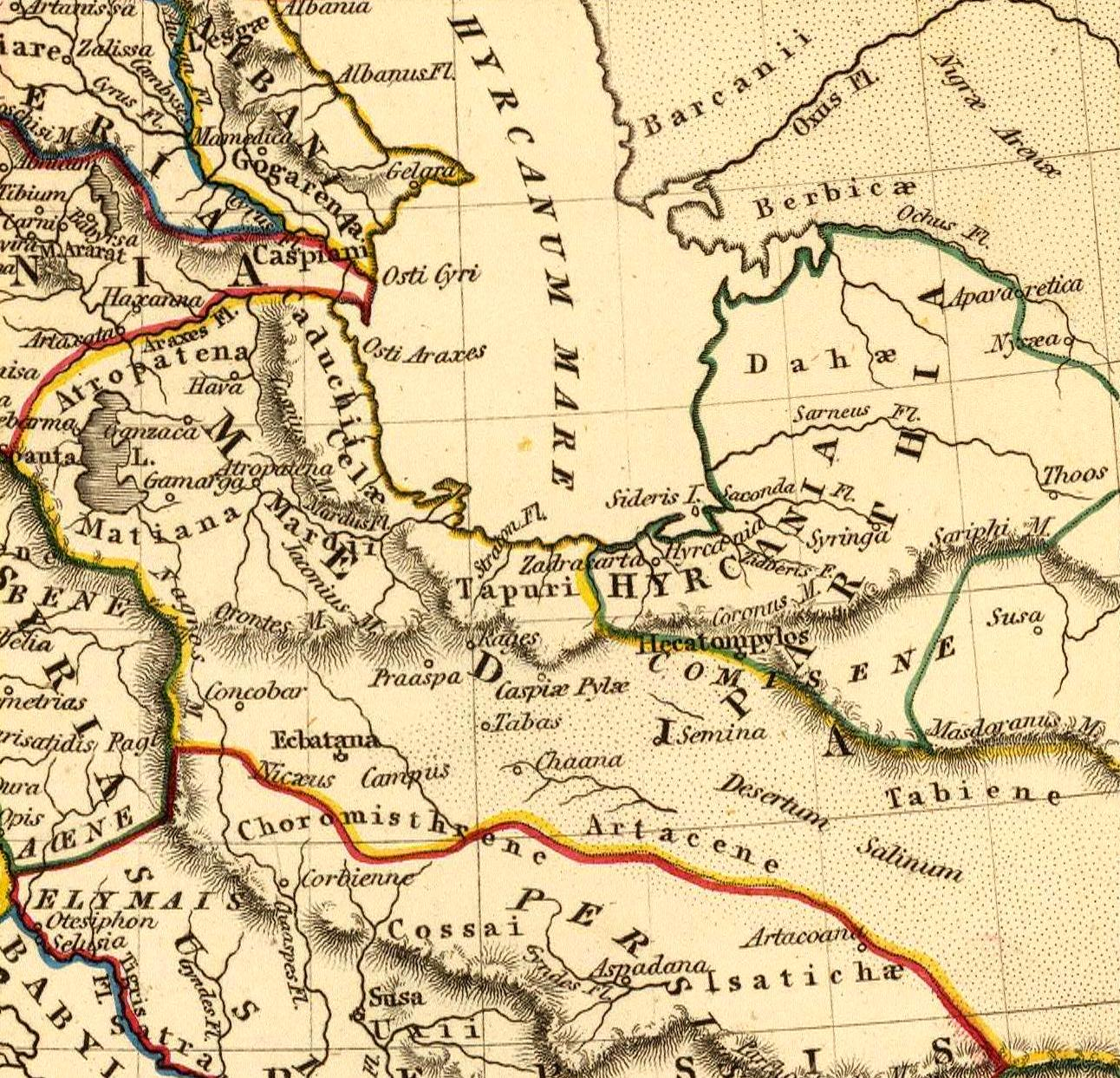
موقعیت تپورها در قرن دوم قبل از میلاد، از شرق سپیدرود تا اسرم هیرکانیا

استان مازندران پیش از اسلام تپورستان (به پهلوی: ) نامیده می‌شد که برگرفته از نام قوم تپوری (به یونانی: Τάπυροι) می‌باشد که پس از اسلام قوم طبری نام گرفتند و سرزمینشان طبرستان نامیده شد.
به اعتقاد مورخان آماردها نخستین سکنه باستانی مازندران بودند و آماردها از آمل تا تنکابن و تپورها از آمل تا گرگان سکونت داشتند. در عصر هخامنشی در کرانه جنوبی دریای مازندران اقوام، تپوری، آمارد، آناریاکه و کادوسی سکونت داشتند. مورخان آماردها را به مردمان داهه و سکایی و پارسی پیوند داده‌اند.
هرودوت از قبیله مارد (mardes) در کنار دائی‌ها (daens)، دروپیک‌ها (dropiques)، و ساگارتی‌ها (sagarties) به عنوان پارس‌های کوچنشین و صحراگرد یاد کرده‌است. پلینیوس مورخ یونانی محل آماردها را قسمت شرقی مارگانیا شناسایی کرده‌است. استرابون(۶۳ ق. م) قوم آمارد را در کنار اقوام تپوری، کادوسی و کرتی به عنوان اقوام کوهستان نشین شمال کشور یاد می‌کند. استرابو می‌نویسد: تمام مناطق این کشور به استثنای بخشی به سمت شمال که کوهستانی و ناهموار و سرد است و محل زندگی کوهنشینانی به نام کادوسی (Cadusii) و آماردی (Amardi) و تپوری (Tapyri) و کرتی (Cyrtii) و سایر مردمان دیگراست، حاصلخیز است.
به گفته واسیلی بارتلد تپوری‌ها در قسمت جنوب شرقی ولایت سکونت داشتند و در قید اطاعت هخامنشیان درآمده بودند و آماردها مغلوب اسکندر مقدونی و بعد مغلوب اشکانیان شدند و اشکانیان در قرن دوم ق. م. آنها را در حوالی ری سکونت دادند و اراضی سابق آماردها به تپوری‌ها اهدا شد و بطلمیوس در شرح دیلم یعنی قسمت شرقی گیلان در ساحل بحر خزر در آن زمان از تپوری‌ها نام می‌برد.به گفته یحیی ذکا در «کاروند کسروی» آورده‌است: آماردان یا ماردان، در زمان لشکر کشی اسکندر مقدونی به ایران، این تیره در مازندران نشیمن می‌داشتند و آن هنگام هنوز قبایل تپوران به آنجا نیامده بودند. به گفته مجتبی مینوی قوم آمارد و قوم تپوری در سرزمین مازندران می‌زیستند و تپوری‌ها در ناحیه کوهستانی مازندران و آماردها در ناحیه جلگه‌ای مازندران سکونت داشتند. در سال ۱۷۶ ق. م فرهاد اول اشکانی قوم آمارد را به ناحیه خوار کوچاند و تپوری‌ها تمام ناحیه مازندران را فرو گرفتند و تمام ولایت به اسم ایشان تپورستان نامیده شد.

### پیشینه
مورخان از محمود‌آباد با عنوان اهلم یاد کرده‌اند. اهلم یکی از بنادر مهم طبرستان محسوب می‌شده است. اهلم امروزه در شمال غربی محمود‌آباد واقع شده است، چنانکه امروزه به روستاهای غرب محمودآباد اهلم‌رستاق خوانده می‌شوند و همواره نام اهلم به همراه ناتل و رستمدار آمده است. از قرن دوم تا زمان زندیه اهلم برای شهر بزرگ آمل بندری فعال و پر رونق بود. پس از آنکه اهلم به تدریج اهمیت خود را از دست داد، دو منطقه در اطراف محمودآباد جانشین آن شدند؛ یکی تلیکسر، که دستکم از اوایل  دوره‌ی قاجار بر چندین روستای اطراف محمودآباد مرکزیت یافته بود، و دیگری منطقه کهن تبرآباد، آبادی تبرآباد بسیار پر رونق بود و محدوده‌ی آن تا دهانه‌ی رودخانه‌ی شهرود کنونی امتداد داشت.
پیشینهٔ تاریخی این منطقه، به قدمت تاریخی طبرستان و آمل بستگی دارد، زيرا این منطقه بخشی از منطقهٔ آمل بوده و آمل با قدمت چند هزارساله زمانی پایتخت طبرستان و ایران بود. محمودآباد، وارث و جانشین تمدن منطقه‌ای است که در تاریخ از آن به نام «اهلم» یاد شده است و از قرن دوم هجرت تا دورهٔ قاجاریه و حتی پس از آن در دورهٔ رضاخان نیز این منطقه، پیش بندری  برای  آمل  بوده است.
شهر فعلی محمودآباد از قدمت تاریخی زیادی برخوردار نیست. اگرچه تاریخ محمودآباد با روستای تاریخی اهلم در مجاورت آن یکی دانسته می‌شود؛ ولی تا دوره ناصرالدین‌شاه تنها اثر معماری مهم، راه ساحلی شاه عباسی و یک امامزاده بوده‌است. آغاز احداث بنای فعلی شهر محمودآباد به حاج محمدحسن‌خان اصفهانی (پدر محمدحسین امین‌الضرب) در دورهٔ ناصرالدین‌شاه بازمی‌گردد. او اقدام به ساخت مسجد، کاروانسرا (بعدها قلعه)، بندر، حمام، ساختمان تجاری، ابنیهٔ مسکونی و همچنین راه‌آهن کوچکی از بندر تا دامنه‌های البرز در جنوب شهر نمود. راه‌آهن مزبور مدتی بعد با کارشکنی درباریان و به بهانهٔ به خطر افتادن جان چارپایان منطقه برچیده شد. بقایای ریل آهن در برخی نقاط مسیر محمودآباد به آمل وجود دارد.

## بافت شهری
از قدیمی‌ترین محله‌های محمودآباد می‌توان به توسکا محله و سوراخ مازو (سوراخ مازو سفلی، سوراخ مازو علیا و سوراخ مازو وسطی) و آهومحله اشاره نمود.
همچنين سه‌راه محموداباد در مركز شهر، شهر را به سه قسمت شرقي، غربي و جنوبي تقسيم مي‌كند.

## اقتصاد
بر خلاف گذشته که اقتصاد شهر محمودآباد مبتنی بر صنایع کوچک بود، امروزه گردشگری، کشاورزی و ماهیگیری اساس اقتصاد شهر را تشکیل می‌دهد. بازار محمودآباد در بین شهرهای کوچک اطراف مرکزیت داشته و شهرک‌های توریستی فراوانی در اطراف شهر رشد کرده‌اند. شهر محمودآباد دارای چهار پارک به نام‌های ملت، مرکزی، لاله و طاهباز است و طرح سالم‌سازی دریا نیز در آن برقرار می‌باشد. هتلها و امکانات اقامتی زیادی نیز برای گردشگران در محمودآباد و اطراف آن وجود دارد.

## کشاورزی
محمودآباد از شهرهای جلگه جنوب دریای کاسپین دارای زمین‌های شالیزار حاصل‌خیزی است. به جرأت می‌توان گفت محمودآباد یکی از قطب‌های تولید برنج در شمال ایران و به قولی در دنیا می‌باشد.
از ارقام معروف برنج‌های زیر کشت مزارع برنج می‌توان به: طارم عطری، ندا، نعمت، فجر، دم سیاه، ب ۱ اشاره نمود.